# Kora-Ursdon
Kora-Ursdon (ros. Кора-Урсдон) – wieś w Rosji, w Osetii Północnej, w rejonie digorskim. W 2021 liczyła 1208 mieszkańców.